# مودیتا
مودیتا (انگلیسی: Mudita) (در زبان پالی و زبان سانسکریت: मुदिता) به معنی شادی و به ویژه شادی دلسوزانه است. همچنین لذتی که از لذت بردن از رفاه و شادی مردم به دست می‌آید.
مثال پارادایمی سنتی این حالت ذهنی، نگرش والدین به مشاهده موفقیت‌ها و موفقیت‌های کودک در حال رشد است. نباید مودیتا را با غرور اشتباه گرفت، زیرا ممکن است فردی که احساس مودیتا می‌کند هیچ سود یا درآمد مستقیم از دستاوردهای دیگری نداشته باشد. مودیتا یک لذت ناب است که با علاقه شخصی خود، تخریب نمی‌شود.
این واژه در آیین بودایی، متضاد و نقطه مقابل دگرغم‌شادی محسوب می‌شود.